# زوي هوبز
زوي هوبز (من مواليد 11 سبتمبر 1997) هي عداءة سباقات المضمار والميدان نيوزيلندية تتنافس في سباقات 60 مترًا و100 مترًا و200 مترًا. وهي حاملة الرقم القياسي الأوقيانوسي في الصالات المغلقة لسباق 60 متر وحاملة الرقم القياسي الأوقيانوسي في سباق 100 متر. كانت هوبز أول امرأة أوقيانوسية تكسر حاجز 11 ثانية في سباق 100 متر. وقد فازت بـ 11 لقبًا وطنيًا فرديًا في نيوزيلندا.